# Amateurliga Südbaden
La Amateurliga Südbaden fue la liga de fútbol más importante de la región de Baden del Sur y tercera división de Alemania desde su fundación en 1945 hasta desaparecer en 1978.

## Historia
La liga fue creada en 1945 y era organizada por la Asociación de Fútbol de Baden del Sur como Landesliga Südbaden y contaba con la participación de los equipos de Baden del Sur originalmente como liga de segunda división.
En sus inicios la liga estaba dividida en tres grupos hasta que en 1947 se jugó con un único grupo y pasó a llamarse Amateurliga, con los equipos con nombres distintos a los que tenían antes de la ocupación francesa del territorio, aunque estos nombre tomaron su denominación original gradualmente.
En 1950 nace la 2. Oberliga Süd y la liga pasa a ser de tercera división, y en 1960 nace la Amateurliga Schwarzwald-Bodensee y algunos equipos de la liga se pasan a ella, aunque retornarían en 1974 y el campeón no obtenía el ascenso directo sino que debía jugar un playoff contra los ganadores de las Amateurliga Nordbaden, Amateurliga Württemberg y Amateurliga Schwarzwald-Bodensee desde 1961.
La liga desaparece en 1978 cuando es creada la Oberliga Baden-Wurtemberg otorgando el ascenso directo a la 2. Bundesliga Süd que ganó el SC Freiburg y también la clasificación al campeonato aficionado, los siguientes equipos pasaron a jugar en la 2. Oberliga Süd, nueve a la Versbandsliga y los últimos dos a la Landesliga.

## Equipos Fundadores
Estos fueron los 12 equipos que jugaron la primera temporada en 1945/46:
| - ASV Villingen (FC Villingen) - Lahrer FV - SC Baden-Baden - VfR Stockach | - SpVgg Rheinfelden (FC Rheinfelden) - SpVgg Ottenau (SV Ottenau) - SpVgg Emmendingen (FC Emmendingen) - FC Gutach | - SV Schopfheim - VfR Engen (FC Engen) - FC Donaueschingen (FV Donaueschingen) - FV Fahrnau |

## Desaparición
Estos fueron los equipos que jugaron la última temporada de la liga en 1977/78 y su reubicación al finalizar la liga:
Admitidos en la nueva Oberliga:
- FC Rastatt 04
- FC 08 Villingen
- SV Kuppenheim
- DJK Konstanz
- Offenburger FV

Descendidos a la nueva Verbandsliga:
- SV Kirchzarten
- SC Pfullendorf
- SV Weil am Rhein
- Bahlinger SC
- VfR Rheinfelden
- VfB Gaggenau
- FC Emmendingen
- FC Konstanz
- FC Gottmadingen
- VfR Achern

Descendidos a la Landesliga:
- FV Lörrach
- FC Radolfzell

## Ediciones anteriores
| Season  | Club                                                |
| ------- | --------------------------------------------------- |
| 1945–46 | Fortuna Rastatt VfL Konstanz                        |
| 1946–47 | Fortuna Freiburg Eintracht Singen SpVgg Rheinfelden |
| 1947–48 | ASV Villingen                                       |
| 1948–49 | Lahrer FV                                           |
| 1949–50 | SC Baden-Baden                                      |
| 1950–51 | FC 08 Villingen                                     |
| 1951–52 | Offenburger FV                                      |
| 1952–53 | Offenburger FV                                      |
| 1953–54 | Offenburger FV                                      |
| 1954–55 | FC Rastatt 04                                       |
| 1955–56 | FC 08 Villingen                                     |
| 1956–57 | FC Konstanz                                         |
| 1957–58 | Offenburger FV                                      |
| 1958–59 | FC Singen 04                                        |
| 1959–60 | Offenburger FV                                      |
| 1960–61 | Offenburger FV                                      |
| 1961–62 | SC Baden–Baden                                      |
| 1962–63 | FC Emmendingen                                      |
| 1963–64 | FC Emmendingen                                      |
| 1964–65 | SC Freiburg                                         |
| 1965–66 | SV Oberkirch                                        |
| 1966–67 | Offenburger FV                                      |
| 1967–68 | SC Freiburg                                         |
| 1968–69 | SV Waldkirch                                        |
| 1969–70 | SV Waldkirch                                        |
| 1970–71 | FC Emmendingen                                      |
| 1971–72 | FC Rastatt 04                                       |
| 1972–73 | SC Baden–Baden                                      |
| 1973–74 | Offenburger FV                                      |
| 1974–75 | Offenburger FV                                      |
| 1975–76 | FC 08 Villingen                                     |
| 1976–77 | Freiburger FC                                       |
| 1977–78 | SC Freiburg                                         |

Fuente: «Verbandsliga Südbaden». Das deutsche Fussball–Archiv. Archivado desde el original el 7-3-2008. Consultado el 9-3-2008.
- En negrita los que ganaron el ascenso.
- En 1946, cuatro equipos pasaron a la Oberliga Südwest (grupo sur), el Fortuna Rastatt (FC Rastat 04), VfL Konstanz (FC Konstanz), VfL Freiburg (SC Freiburg) y SpVgg Offenburg (Offenburger FV).
- Los nombres reales de los equipos ascendidos en 1947 eran Freiburger FC y FC Singen 04.
- En 1949 el subcampeón SV Kuppenheim también logró el ascenso.